# Дублін (королівство)
Дублінське королівство (ірл. Ríocht Baile Átha Cliath, Ríocht Dubhlinn, норв. Kongerike Dyflin) – королівство, створене вікінгами, що існувало на території Ірландії в середньовіччя у 853—1170 роках.

## Історія
Норвезькі вікінги вдерлися на територію Ірландії в районі Дубліна у ІХ столітті, заснували там свою колонію, що перетворилася у Дублінське королівство. Під час нападу на Британські острови вікінги утворили чимало дрібних королівств, що були часто свого роду піратськими гніздами: королівство острова Мен, королівство на Гебридських островах (так зване Королівство Островів) та інші. В Ірландії крім Дублінського королівства вікінги заснували невеликі королівства Вексфорд, Ватерфорд, Лімерік, Корк. Але Дублінське королівство було наймогутнішим з них.
Територія королівства охоплювала крім самого міста Дублін, який вікінги перетворили на добре укріплену фортецю і торговий центр, територію майбутнього (і нинішнього) графства Дублін. Вікінги назвали королівство Діфлін (норв. – Dyflin), що було перекрученою ірландською назвою місцевості і поселення – Дув Лінн (ірл. — Dubh Linn) – Темна (Чорна) Гавань. Першу згадку про довгочасний табір вікінгів в Ірландії ми знаходимо у «Ольстерському літописі» — запис за 841 рік: «Язичники зупинились на березі Лох-Ней». Мова, очевидно, йшла не про набіг чи піратський наскок з метою грабунку, бо подібні набіги траплялись і раніше, а про довгочасний військовий табір – поселення. Вважається, що саме в цей період вікінги закладають пристані-фортеці в Ірландії як бази для своїх походів – так звані лонгфорти (норв. – longphort). І першими таким поселеннями була зимівля вікінгів в Ірландії у 840—841 роках. Фактичне місцезнаходження лонгфорта Дублін є предметом дискусій. Норвезькі королі Дубліна це часто були співправителі, а іноді і королі Йорвіка – колонії вікінгів у нинішньому Йоркширі (Англія).
З часом Дублін з військового форту перетворювався на справжнє місто – центр торгівлі, ремесла. Правителі Дубліна все більше «ірландизувалися» — переймали кельтську мову, звичаї, культуру. Мав місце гельсько-скандинавський культурний синкретизм.
Розміри королівства постійно змінювалось – то ірландські вожді кланів відбирали в вікінгів землю, то навпаки. У більш-менш мирні періоди королівство простягплося до Віклоу (норв. – Wykinglo) на півдні, до Глен-Дін, до Блессінгтону, до Лейксліпа (Лакс Хлаупа) на заході, до Скерріс (Скере) на півночі. Місцевість Фінгал на північ від Дубліна була названа на честь вікінгів, що жили там.
У 988 році верховний король Ірландії Маел Сехнайлл мак Домнайлл (ірл. — Máel Sechnaill mac Domnaill) розбив вікінгів і взяв Дублін під свій контроль. Тому інколи пишуть, що Дублін був заснований 988 році, відштовхуючись від дати, коли Дублін став належати ірландським королям. Хоча поселення на місті Дубліна існувало ще за 1000 років до цього – задовго до того, як цю територію захопили вікінги. Маел Сехнайлл мак Домнайлл був скинутий з престолу новим верховним королем Ірландії Бріаном Бору (1002—1014 роки правління). Бріан Бору розбив вікінгів в битві під Клонтарфі і пануванню вікінгів в королівстві Дублін прийшов кінець. Але королівство Дублін продовжило існування, але вже під повним контролем ірландських королів – верховних королів Ірландії та королів східноірландського королівства Ленстер. Після розгрому вікінгів королі ірландців навіть дозволили лишатися на престолі королю вікінгів Дубліна Сітріку Шовкова Борода, хоч він уже був під повним контролем ірландців. Після 1046 року королівством Дублін правили виключно ірландські королі — як за походженням так і по суті. Останній король Дубліна був вбитий англійськими завойовниками у 1171 році. Але населення міста ще довго зберігало свою самобутність.

## Королі Дубліна (зазначено роки правління)
- Амлайб Конунг (норв. — Amlaíb Conung) (853—871) – співправитель, мав титул в Ірландії «король іноземців» у 863 році.
- Імар (норв. — Ímar) (857—873) – співправитель, мав титул в Ірландії «король іноземців» у 863 році та носив титул «Король норвежців та всієї Ірландії та Британії».
- Авісле (норв. — Auisle) (863—867) – співправитель, мав титул в Ірландії «король іноземців» у 863 році.
- Остін мак Амлайб (ірл. Oistin mac Amlaíb) (873—875) – сумнівно, можливо, співправитель, про нього мовчать ірландські літописи.
- Барід (норв. — Bárid) (873—881) – сумнівно, можливо, був королем і співправителем, в Ірландії був названий «вождь північних людей».
- Албанн (ірл. Albann) (875—877) – оголошений був королем Дубліна, але ніколи не правив королівством.
- Сіхфріх мак Імайр (ірл. Sichfrith mac Ímair) (881—888)
- Сітрюк мак Імайр (ірл. Sitriuc mac Ímair) (888—893/896) – на титул і правління претендує Сітрюк Ярл у 893 році.
- Сіхфріх Ярл (норв. — Sichfrith Jarl) (893 — ?) – заявив, що він є королем дДубліна у 893 році, але не ясно, чи взагалі правив.

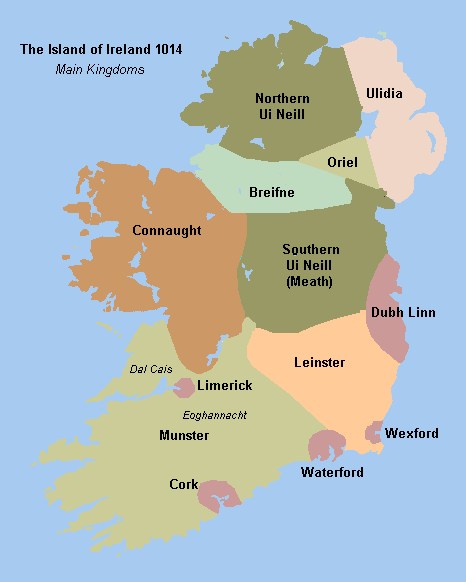
Ірландія у 1014 році. Показані основні королівства та королівства вікінгів, у тому числі королівство Дублін.

- Глуніаранн (ірл. Glúniarann) (?) – сумнівно, в літописах не однозначно названий королем, можливо, реально правив Сітрюк.
- Імар ва Імар (ірл. Ímar ua Ímair) (? – 902) – вигнаний з Дубліна у 902 році ірландцями.
- Сіхрік ва Імайр або Сіхрік Кех (ірл. Sihtric ua Ímair, Sihtric Cáech) (917—921) – воював з ірландським королем Ніаллом Глундубом (ірл. Niall Glundub) та королем вікінгів Йорвіком (норв. — Jórvík).
- Гофрайд ва Імайр (ірл. Gofraid ua Ímair) (921—934) – внук Імара.
- Олаф ІІІ Ґухфріхсон (ірл. Olaf III Guthfrithson) (934—941) – син Гофрайда ва Імайра.
- Блакайре мак Гофріх (ірл. Blácaire mac Gofrith) (941—945)
- Сігтігг (норв. – Sigtrygg, ірл. — Sitric) (941—943) — ?
- Амлайб Куаран (ірл. Amlaíb Cuarán) (945—947)
- Блакайре мак Гофріх (947—948) – вдруге.
- Гофрайд мак Сітрюк (ірл. Gofraid mac Sitriuc) (948—951)
- Амлайб Куаран (952—980) – вдруге.
- Глуніайрн (ірл. Glúniairn) (980—989)
- Івар Ватерфордський чи Сігтірр Шовкова Борода (норв. — Ivar Waterford чи Sigtrygg Silkbeard) (989—993)
- Івар Ватерфордський (норв. — Ivar Waterford) (994—995)
- Сігтірр (Сітрік) Шовкова Борода (норв. – Sigtrygg (Sitric) Silkbeard) (995—1036)
- Ехмарках мак Рагнайлл (ірл. Echmarcach mac Ragnaill) (1036—1038)
- Імар мак Арайлт (ірл. Ímar mac Arailt) (1038—1046)
- Ехмарках мак Рагнайлл (1046—1052) – вдруге.
- Мурхад мак Діармата мак Маел на м-Бо (ірл. Murchad mac Diarmata mac Mael na mBo) (1052—1070)
- Діармайт мак Майл на м-Бо (ірл. Diarmait mac Mail na mBo) (1070—1072).
- Тойрделбах Ва Бріайн (ірл. Toirdelbach Ua Briain) (1072) – належав до клану Ві Бріайн, захопив владу в королівстві Дублін після смерті Діармайта, дозволив правити в королівстві Гофрайду мак Амлайбу мейк Рагнайллу під своїм контролем.
- Гофрайд мак Амлайб мейк Рагнайлл (ірл. Gofraid mac Amlaíb meic Ragnaill) (1072—1075) – належав до клану Мейк Рагнайлл (Ві Імайр), правив під верховенством Тойрделбаха, був вигнаний з королівства Тойрделбахом у 1075 році, можливо він же – Гофрайд мак Сітрюк – король Островів.
- Домналл мак Мурхада (ірл. Domnall mac Murchada) (1075) – належав до клану Ві Хейннселайг, отримав корону після вигнання Гофрайда. Захопив владу без згоди клану Ві Бріайн. Помер в тому ж році.
- Муйрхертах Ва Бріайн (ірл. Muirchertach Ua Briain) (1075—1086) – належав до клану Ві Бріайн. Поставлений на чолі королівства батьком – верховним королем Ірландії на ймення Тойрделбах Ва Бріайн.
- Доннхад мак Домнайлл Ремайр (ірл. Donnchad mac Domnaill Remair) (1086—1089) – належав до клану Ві Хейннселайг. Захопив владу після смерті Тойрделбаха. Убитий у 1089 році.
- Гофрайд Кробан (ірл. Gofraid Crobán) (1091—1094) – можливо, родич Імара мак Арайлта, тоді він належав до клану Ві Імайр. Засновник династії Крован. Вигнаний королем Муйрхертахом.
- Домналл мак Тайдк (ірл. Domnall mac Taidc) (?) – належав до клану Ві Бріайн. На престол посадив його дядько – король Муйрхертах.
- Домналл Геррлавах (ірл. Domnall Gerrlámhach) (?) — належав до клану Ві Бріайн. На престол посадив його батько – король Муйрхертах.
- Магнус Берлетр (норв. — Magnús Berfœttr) (1102—1103) – король Норвегії. Намагався захопити Дублін та низку островів – Оркнейські, Гебридські та ін. Королем на ці території він хотів поставити свого сина Сігурда. Спроба була невдалою.
- Домналл Геррлавах (?) – вдруге.
- Діармайт мак Енна мейк Мурхада (ірл. Diarmait mac Énna meic Murchada) (до 1117) — належав до клану Ві Хейннселайг. Помер у 1117 році.
- Домналл Геррлавах (1117—1118) – втретє.
- Тойрделбах Ва Конхобайр (ірл. Toirdelbach Ua Conchobair) (1118) – належав до клану Ва Конхобайр. Скинув попереднього короля.
- Енна мак Мурхада (ірл. Énna Mac Murchada) (1122—1126) — належав до клану Ві Хейннселайг.
- Конхобар Ва Конхобайр (ірл. Conchobar Ua Conchobair) (1126—1127) – належав до клану Ві Конхобайр. На престол поставлений батьком королем Тойрделбахом.
- Оттар мак мейк Оттайр (ірл. Ottar mac meic Ottair) (1142—1148) – з перервами.
- Рагналл мак Торкайлл (ірл. Ragnall mac Torcaill) (1144—1146)
- Бродар мак Торкайлл (ірл. Brodar mac Torcaill) (до 1160) – вбитий у 1160 році.
- Аскалл мак Рагнайлл (ірл. Ascall mac Ragnaill) (до 1170) – вбитий у 1171 році.